# Close Your Eyes
«Cierra los ojos»  —título original en inglés: «Close Your Eyes»— es el décimo episodio de la cuarta temporada de la serie de televisión posapocalíptica y de horror Fear the Walking Dead. Se estrenó el 19 de agosto de 2018. Fue dirigido por Mike Satrazemis y el guion estuvo a cargo de Shintaro Shimosawa.
Este episodio marca la aparición final de Kim Dickens (Madison Clark) y Frank Dillane (Nick Clark), cuyos personajes murieron antes en la temporada, apareciendo brevemente en un flashback en este episodio a través de imágenes de archivo de la primera mitad de la temporada.

## Trama
Alicia se refugia en una casa para escapar de la tormenta. Ella mata a la familia infectada muerta y saca sus cuerpos afuera. Oye a un intruso en la casa, que es Charlie, que se encierra en un dormitorio de arriba. Alicia culpa a Charlie por matar a Nick, diciéndole que tendrá que vivir con eso por el resto de su vida, lo que hace llorar a Charlie. Alicia le ordena a Charlie que la ayude a cerrar las contraventanas con martillo, pero se detiene una vez que el ruido comienza a atraer a más caminantes. De vuelta al interior, Alicia descubre que Charlie tiene una pistola, que Alicia guarda. Las dos cenan y Charlie le hace muchas preguntas a Alicia sobre su pasado. La tormenta comienza a intensificarse y una ventana se rompe. Huyen al sótano, que se ha inundado, y los escombros se derrumban en la puerta del sótano, atrapándolas. Intentan escapar por las puertas exteriores, pero está cerrado por fuera. Creyendo que pronto se ahogarán, Charlie le ruega a Alicia que la mate para que no se convierta como lo sucedió con sus padres. Alicia lo contempla, pero se niega. De repente, un caminante empalado en la rama de un árbol cae y rompe la cerradura, lo que les permite escapar. Conducen a la mansión para buscar a Strand y Luciana, pero la casa está vacía y en ruinas. También descubren que el autobús de John y June se volcó en el puente, y Alicia se pregunta si estarán todos muertos.

## Recepción
"Close Your Eyes" recibió críticas muy positivas de la crítica. En Rotten Tomatoes, "Close Your Eyes" obtuvo una calificación perfecta del 100% con un puntaje promedio de 8.75/10 basado en 10 reseñas.
La actuación de Alycia Debnam-Carey fue alabada por la crítica. Laura Bradley de  Vanity Fair declaró que el episodio fue la actuación más poderosa de Debnam-Carey hasta el momento, una que demostró que a Alicia todavía le queda mucha historia.

### Calificaciones
El episodio fue visto por 1,86 millones de espectadores en los Estados Unidos en su fecha de emisión original, ligeramente por debajo de las calificaciones del episodio anterior con un ratings de 1.88 millones de espectadores.